# Ulaa Salim
Ulaa Salim (ur. 1987) – duński scenarzysta i reżyser filmowy.

## Kariera
Urodził się w 1987 roku. Jest absolwentem duńskiej Narodowej Szkoły Filmowej. W 2011 wyreżyserował film krótkometrażowy na podstawie własnego scenariusza pt. Karim. W kolejnych latach reżyserował filmy krótkometrażowe zauważane na festiwalach filmowych: Ung for evigt (2012), My Brother (2013), Vore fædres sønner (2016), Fædreland (2017). Pierwszym filmem pełnometrażowym Salima byli Synowie Danii z 2019 roku. Reżysera nagrodzono za ten obraz na Międzynarodowym Festiwalu Filmowym w Kairze w 2019 oraz podczas Riviera International Film Festival w tym samym roku.